# Óriásguvat
Az óriásguvat vagy guvatdaru (Aramus guarauna) a madarak osztályán és a darualakúak (Gruiformes) rendjén belül az óriásguvatfélék (Aramidae) családjának és az Aramus nemnek az egyetlen képviselője.

## Előfordulása
Florida, Karib-szigetek, Közép-Amerika területén és Dél-Amerika nagy részén él. Trópusi és subtrópusi mocsaras erdők lakója.

## Megjelenése
Testhossza 65 centiméter. Hosszú és vékony nyaka és lába van.

## Életmódja
Éjszaka jár táplálék után, főként nagyobb méretű csigákkal táplálkozik, de megeszi a férgeket és hüllőket is.

## Szaporodása
Fákra vagy talajra rakja gallyakból készített fészkét.